# E015号線
E015号線 (E015ごうせん、英: European route E015) は、欧州自動車道路のBクラス幹線道路。

## 経路
カザフスタンのTaskeskenと中華人民共和国との国境付近にあるBakhtyを結ぶ。